# Índex de color B-V
| Classe | B−V   | U−B   | V-R   | R-I   | T eff (K) |
| ------ | ----- | ----- | ----- | ----- | --------- |
| O5V    | −0,33 | −1.19 | −0,15 | −0,32 | 42.000    |
| B0V    | −0,30 | −1,08 | −0,13 | −0,29 | 30.000    |
| A0V    | −0,02 | −0,02 | 0,02  | −0,02 | 9.790     |
| F0V    | 0.30  | 0,03  | 0.30  | 0,17  | 7.300     |
| G0V    | 0,58  | 0,06  | 0,50  | 0,31  | 5.940     |
| K0V    | 0,81  | 0,45  | 0,64  | 0,42  | 5.150     |
| M0V    | 1.40  | 1.22  | 1.28  | 0,91  | 3.840     |

En astronomia, l'índex de color B-V és el resultat de restar a la magnitud obtinguda en Banda B (amb filtre blau) de l'obtinguda en Banda V (amb filtre verd, visible). És una expressió numèrica simple per determinar el color d'un objecte, que en el cas d'una estrella indica la seva temperatura. Com més petit sigui l'índex de color, més blau (és a dir, més calent) és l'objecte. Per contra, com més gran és l'índex de color, més vermell (o més fred) és l'objecte. Aquesta és una conseqüència de l'escala de magnitud logarítmica, en la qual els objectes més brillants tenen magnituds més petites (més negatives) que els més tènues. Per comparació, el Sol groguenc té un índex B−V de 0.656 ± 0.005, mentre que el Rigel blavós té un B−V de −0,03 (la seva magnitud B és 0,09 i la seva magnitud V és 0,12, B−V = − 0,03). Tradicionalment, l'índex de color utilitza l'estrella Vega com a punt zero .
Per mesurar l'índex, s'observa la magnitud d'un objecte successivament a través de dos filtres diferents, com U i B, o B i V, on U és sensible als raigs ultraviolats, B és sensible a la llum blava i V és sensible a la llum visible (verd-groc) (vegeu sistema UBV). El conjunt de bandes de pas o filtres s'anomena sistema fotomètric. La diferència de magnituds trobada amb aquests filtres s'anomena índex de color U−B o B−V respectivament.
En principi, la temperatura d'una estrella es pot calcular directament a partir de l'índex B−V, i hi ha diverses fórmules per fer aquesta connexió. Es pot obtenir una bona aproximació considerant les estrelles com a cossos negres, utilitzant la fórmula de Ballesteros:
{\displaystyle T=4600\,\mathrm {K} \left({\frac {1}{0.92\;B{\text{-}}\!V+1.7}}+{\frac {1}{0.92\;B{\text{-}}\!V+0.62}}\right).}
Els índexs de color dels objectes llunyans solen estar afectats per l'extinció interestel·lar, és a dir, són més vermells que els d'estrelles més properes. La quantitat d'envermelliment es caracteritza per un excés de color, definit com la diferència entre l' índex de color observat i l' índex de color normal (o índex de color intrínsec), l'hipotètic índex de color real de l'estrella, no afectat per l'extinció. Per exemple, en el sistema fotomètric UBV podem escriure-ho per al color B−V:
{\displaystyle E_{{\text{B-}}\!{\text{V}}}={B{\text{-}}\!V}_{\text{observat}}-{B{\text{-}}\!V}_{\text{intrinsec}}.}
Les bandes de pas que fan servir la majoria dels astrònoms són són els filtres òptics UBVRI, on els filtres U, B i V són com s'ha esmentat anteriorment, el filtre R passa la llum vermella i el filtre I passa la llum infraroja. Aquest sistema de filtres de vegades s'anomena sistema de filtres Johnson–Cousins, que rep el nom dels creadors del sistema. Aquests filtres es van especificar com a combinacions particulars de filtres de vidre i tubs fotomultiplicadors. MS Bessell va especificar un conjunt de transmissions de filtre per a un detector de resposta plana, quantificant així el càlcul dels índexs de color. Per a la precisió, es trien parells de filtres adequats en funció de la temperatura de color de l'objecte: B−V són per a objectes de rang mitjà, U−V per a objectes més calents i R−I per a objectes freds.